# Phòng thí nghiệm quốc gia Lawrence Livermore
Lawrence Livermore National Laboratory (LLNL) là một trung tâm nghiên cứu Liên Bang Hoa Kỳ đặt tại Livermore, California. Phòng thí nghiệm được thành lập vào năm 12952 và hiện nay trực thuộc Bộ Năng Lượng Hoa Kỳ và nằm dưới quyền quản lý của Lawrence Livermore National Security, LLC.
Phòng thí nghiệm ban đầu được thành lập dưới cái tên Phòng thí nghiệm phóng xạ Đại học California, phân viện Livermore từ năm 1952 để đáp lại hành động thử quả bom nguyên tử đầu tiên của Liên Xô. Phòng thí nghiệm hoạt động độc lập từ năm 1971 và trở thành phòng thí nghiệm quốc gia từ năm 1981.
Trung tâm nghiên cứu sử dụng nguồn vốn Liên Bang federally funded research and development center, Lawrence Livermore Lab có vốn đầu tư chủ yếu từ Bộ Năng Lượng Hoa Kỳ và vận hành trực thuộc quyền quản lý của Lawrence Livermore National Security, LLC.

Hình ảnh chụp từ trên cao Phòng thí nghiệm Lawrence Livermore

LLNL là viện nghiên cứu các vấn đề trọng điểm liên quan đến an ninh quốc gia. Tiêu chí chủ đạo của nó là đảm bảo sự an toàn, an ninh và bảo đảm cho vũ khí hạt nhân của Hoa Kỳ thông qua các chương trình nghiên cứu và kỹ thuật công nghệ cao. Phòng thí nghiệm đồng thời cũng có kinh nghiệm trong việc xử lý và bảo vệ nước Mỹ khỏi các loại vũ khí hủy diệt hàng loạt, đảm bảo an ninh quốc gia và giải quyết các vấn đề quan trọng của đất nước, bao gồm vấn đề về năng lượng và môi trường, đảm bảo tính cạnh tranh về kinh tế.
Phòng thí nghiệm Lawrence Livermore tọa lạc trên khu vực rộng 1 dặm vuông (2,6 km2) ở góc phía đông Livermore. Phòng thí nghiệm cũng sở hữu khu vực thử nghiệm rộng 7.000 mẫu Anh (28 km2) còn được biết đến dưới cái tên Site 300, nằm cách phòng thí nghiệm khoảng 15 dặm (24 km) về phía đông nam. LLNL có nguồn vốn đầu tư hàng năm khoảng 2,7 tỉ đô la và có gần 9.000 nhân viên.

## Lịch sử hình thành

### Bối cảnh
LLNL được thành lập năm 1952, dưới hình thức một phân viện của Phòng thí nghiệm bức xạ Đại học California. Phòng thí nghiệm có nhiệm vụ chính là nghiên cứu và tăng tính cạnh tranh với Phòng thí nghiệm Quốc Gia Los Alamos, nơi đã triển khai dự án Manhattan phát triển bom nguyên tử đầu tiên của loài người. Edward Teller và Ernest Lawrence, giám độc của Phòng thí nghiệm bức xạ tại Berkeley, là những người đã khai sinh ra cơ sở nghiên cứu tại Livermore.
Cơ sở của Phòng thí nghiệm mới được đặt tại căn cứ không quân Hải quân Mỹ đã từng sử dụng trong Chiến tranh thế giới thứ hai. Đây cũng là nơi thực hiện phần lớn các dự án của Phòng thí nghiệm bức xạ Đại học California do nhiều dự án đòi hỏi diện tích thử nghiệm quá lớn, đồng thời cơ sở mới cũng đảm bảo được an ninh tốt hơn nhiều cho các dự án nghiên cứu tuyệt mật.
Lawrence cùng với sinh viên cũ của mình là Herbert York, 32 tuổi, cùng điều hành Livermore. Dưới sự lãnh đạo của York, Phòng thí nghiệm thực hiện bốn chương trình nghiên cứu chính là: Project Sherwood (chương trình năng lượng hợp hạch), Project Whitney (chương trình thiết kế vũ khí), thí nghiệm vũ khí tia X (cùng với phòng thí nghiệm Los Alamos), và các chương trình vật lý cơ bản. Lawrence qua đời tháng Tám năm 1958 và sau đó phòng thí nghiệm đổi tên thành Phòng thí nghiệm bức xạ Lawrence-Lawrence Radiation Laboratory để vinh danh ông.
Về mặt lịch sử, Phòng thí nghiệm Berkeley và Livermore có mối quan hệ gần gũi trong các dự án nghiên cứu khoa học, và cả thành phần lãnh đạo. Livermore Lab được thành lập ban đầu như là một phân viện của Berkeley laboratory. Phòng thí nghiệm Livermore hoạt động dưới sự quản lý của phòng thí nghiệm Berkeley cho đến năm 1971. Hiện nay, phòng thí nghiệm quốc gia Lawrence Berkeley được gọi dưới cái tên Site 100, phòng thí nghiệm quốc gia Lawrence Livermore được đặt là Site 200, và khu vực thử nghiệm từ xa của LLNL được đặt tên là Site 300.

## Các chương trình nghiên cứu chính

### Vũ khí hạt nhân
Ngay từ những ngày đầu thành lập, Livermore đã tập trung thiết kế các loại vũ khí hạt nhân mới. Năm 1957, phòng thí nghiệm Livermore được chọn để phát triển đầu đạn cho tên lửa đạn đạo liên lục địa phóng từ tàu ngầm UGM-27 Polaris. Phòng thí nghiệm đã thiết kế loại đầu đạn có kích thước nhỏ để có thể lắp vừa trong khoang đầu đạn cỡ nhỏ hình côn của tên lửa.
Trong chiến tranh Lạnh, nhiều thiết kế đầu đạn của Livermore đã được đưa vào triển khai, từ đầu đạn cỡ nhỏ cho tên lửa đất đối đất chiến thuật MGM-52 Lance cho đến tên lửa phòng thủ chống tên lửa đạn đạo cỡ Megaton LIM-49A Spartan. Tổng cộng LLNL đã phát triển: đầu đạn W27 (sử dụng trên tên lửa hành trình SSM-N-8 Regulus7 năm 1955; dự án chế tạo cùng với Phòng thí nghiệm Los Alamos), đầu đạn W38 (ICBM Atlas/Titan; 1959), B41 (bom B52 1957), W45 (Little John/RIM-2 Terrier; 1956), W47 (UGM-27 Polaris; 1957), W48 (đạn pháo 155 ly; 1957), W55 (rocket chống ngầm; 1959), W56 (ICBM LGM-30 Minuteman; 1960), W58 (SLBM UGM-27 Polaris; 1960), W62 (ICBM LGM-30 Minuteman; 1964), W68 (UGM-73 Poseidon; 1966), W70 (MGM-52 Lance; 1969), W71 (LIM-49 Spartan; 1968), W79 (đạn pháo; 1975), W82 (đạn pháo 155mm; 1978), B83 (1979), và W87 (LGM-118 Peacekeeper/MX ICBM; 1982). Đầu đạn W87 và B83 là những vũ khí hạt nhân duy nhất còn trong kho vũ khí hạt nhân của Mỹ do LLNL thiết kế.
Sau khi Liên Xô sụp đổ năm 1991 và sự kết thúc của Chiến tranh Lạnh, Hoa Kỳ giảm dần các vụ thử nghiệm và phát triển các vũ khí hạt nhân mới. Để duy trì các đầu đạn hiện tại cho tương lai, một chương trình có tên gọi Stockpile Stewardship Program (SSP) được tiến hành nhằm phát triển các ứng dụng giúp tăng khả năng kỹ thuật của vũ khí hạt nhân về độ an toàn, an ninh và độ tin cậy mà không cần tiến hành các vụ thử nghiệm hạt nhân. Nói riêng để duy trì uy lực của vũ khí hạt nhân mà không cần thực hiện thử hạt nhân, có thể được thực hiện bằng cách bảo trì thông qua giám sát kho đạn hạt nhân, đánh giá, cấp giấy chứng nhận và nâng cấp vũ khí hạt nhân hoặc thay thế mới.
Do không phát triển thêm đầu đạn mới, các đầu đạn hạt nhân của Mỹ sẽ phải được kéo dài tuổi thọ hoạt động. Do các thành phần đầu đạn và vật liệu chế tạo đã quá cũ, nên có thể xảy ra rủi ro. Chương trình kéo dài tuổi thọ kho vũ khí hạt nhân có khả năng giúp kéo dài tuổi thọ của đầu đạn nhưng đồng thời cũng không đảm bảo hiệu suất hoạt động của vũ khí và đòi hỏi bảo trì các vũ khí và vật liệu đã quá lạc hậu. Do lo ngại về khả năng duy trì các vũ khí hạt nhân đã quá cao tuổi, Bộ năng lượng/nguyên tử Hoa Kỳ đã đưa ra chương trình thay thế vũ khí hạt nhân (Reliable Replacement Warhead) (RRW). Theo đó chương trình này sẽ giảm dần các vũ khí hạt nhân không đảm bảo, cải thiện và tăng cường an ninh vũ khí. Kể từ thời điểm đó, Quốc hội Mỹ đã ngừng cung cấp vốn cho chương trình RRW.

## Footnotes
1. ↑  “Master Government List of Federally Funded R&D Centers | NCSES | NSF”. www.nsf.gov. Truy cập ngày 8 tháng 3 năm 2023.
2. ↑  “The 1950s”. Lawrence Livermore National Laboratory (bằng tiếng Anh). Truy cập ngày 14 tháng 12 năm 2022.
3. ↑  “Lawrence Livermore Laboratory”. Physics History Network. American Institute of Physics. Truy cập ngày 4 tháng 8 năm 2019.
4. ↑  “LAWRENCE LIVERMORE NATIONAL SECURITY, LLC”. www.llnsllc.com.
5. ↑  “Missions”. American Physical Society. tháng 6 năm 2010. Truy cập ngày 14 tháng 4 năm 2023.
6. ↑  “Organization”. Lawrence Livermore National Laboratory. 28 tháng 5 năm 2021. Truy cập ngày 28 tháng 5 năm 2021.
7. ↑  “History”. Lawrence Livermore National Laboratory. Truy cập ngày 30 tháng 1 năm 2020.
8. ↑  Hacker, Bart (tháng 9 năm 1998). “A Short History of the Laboratory at Livermore” (PDF). Science and Technology Review. Lawrence Livermore National Laboratory: 12–20. Lưu trữ (PDF) bản gốc ngày 9 tháng 10 năm 2022.
9. ↑  Sublette, Carey (14 tháng 10 năm 2006). “Complete List of All U.S. Nuclear Weapons”. The Nuclear Weapon Archive. Truy cập ngày 19 tháng 3 năm 2008.
10. ↑  Sublette, Carey (31 tháng 8 năm 2007). “U.S. Nuclear Weapon Enduring Stockpile”. The Nuclear Weapon Archive. Truy cập ngày 19 tháng 3 năm 2008.
11. ↑  “Nuclear Weapons Stockpile Stewardship”. Lawrence Livermore National Laboratory. 13 tháng 2 năm 2008. Bản gốc lưu trữ ngày 20 tháng 9 năm 2008. Truy cập ngày 19 tháng 3 năm 2008.
12. ↑  “Stockpile Stewardship Program”. wci.llnl.gov (bằng tiếng Anh). Truy cập ngày 16 tháng 2 năm 2022.
13. ↑  “Stockpile Stewardship at 20 Years”. str.llnl.gov. Truy cập ngày 16 tháng 2 năm 2022.
14. ↑  Lindlaw, Scott (2 tháng 3 năm 2007). “Bush Administration Picks Lawrence Livermore Warhead Design”. San Francisco Chronicle. Bản gốc lưu trữ ngày 12 tháng 3 năm 2007. Truy cập ngày 19 tháng 3 năm 2008.

## External links and sources
- Website chính thức
- Lawrence Livermore National Security, a Limited Liability Corporation (official website)
- “History of the Laboratory”. LLNL. 14 tháng 7 năm 2002. Bản gốc lưu trữ ngày 12 tháng 10 năm 2006.
- Serving the Nation for Fifty Years: 1952–2002 Lawrence Livermore National Laboratory [LLNL], Fifty Years of Accomplishments (PDF) (Bản báo cáo). LLNL. 2002. UCRL-AR-148833. Bản gốc (PDF) lưu trữ ngày 15 tháng 10 năm 2011. Truy cập ngày 26 tháng 8 năm 2013.
- LLNL Industrial Partnerships and Commercialization (IPAC) (official website)
- University of California Office of Laboratory Management Lưu trữ ngày 9 tháng 11 năm 2012 tại Wayback Machine (official website)
- Society of Professionals, Scientists and Engineers (Union representing UC Scientists and Engineers at LLNL)
- University of California LLNL Retiree Group Lưu trữ ngày 8 tháng 7 năm 2022 tại Wayback Machine (Legal Defense Fund for UC Retirees from LLNL)
- Annotated bibliography for Livermore from the Alsos Digital Library for Nuclear Issues